# Lov3
Lov3 é uma série de televisão brasileira de comédia criada por Felipe Braga e Rita Moraes para a Amazon Prime Video. Foi exibida, em sua primeira temporada, a partir de 18 de fevereiro de 2022 no streaming.

## Premissa
Os irmãos – Ana (Elen Clarice) e os gêmeos Sofia (Bella Camero) e Beto (João Vithor Oliveira) – que moram em São Paulo e que se negam a experimentar amor, sexo e relacionamentos da forma convencional de seus pais. Essa aversão ao convencional se torna ainda mais visível quando a mãe deles, Baby (Chris Couto), decide abandonar o marido, Fausto (Donizete Mazonas). A mudança faz com que os três irmãos abram seu coração e sua mente para novas oportunidades, tendo de lidar, agora, com as complicações da liberdade.

## Elenco e personagens

### Principais
- Bella Camero como  Sofia
- João Vithor Oliveira como Beto
- Elen Clarice como Ana

### Recorrente
- Caio Horowicz como Joaquim
- Ingrid Gaigher como Isa
- Tatsu Carvalho como Hétero curioso
- Drayson Menezzes como  Artur
- Samuel de Assis como Luís
- Jorge Neto como Matheus

### Participações
- Chris Couto como Baby
- Donizeti Mazonas como Fausto
- Marianna Armellini como Pituca
- Diego Monteiro como Shion
- Caian Zattar como Faca
- Ella Nascimento como Maria João
- Daniel Veiga como Nando

## Episódios

### Resumo
| Temporada | Temporada | Episódios | Exibição             | Exibição                |
| Temporada | Temporada | Episódios | Estreia de temporada | Final de temporada      |
| --------- | --------- | --------- | -------------------- | ----------------------- |
|           | 1         | 6         | 18 de fevereiro 2022 | 18 de fevereiro de 2022 |

### Primeira Temporada (2022)
| N.º na série | N.º na temp. | Título       | Dirigido por                   | Escrito por                                          | Exibição original       |
| --- | ------------ | ------------ | ------------------------------ | ---------------------------------------------------- | ----------------------- |
| 1 | 1            | "Episódio 1" | Mariana Youssef e Felipe Braga | Rafael Lessa, Duda de Almeida e Filipe Valerim Serra | 18 de fevereiro de 2022 |
| Os gêmeos Sofia e Beto nunca sentiram muita cumplicidade em relação à irmã, Ana. É estranho ter a irmã morando com eles novamente, após decidir se separar do marido, Artur. Eles são irmãos, mas isso é tudo que parecem ter em comum.          |              |              |                                |                                                      |                         |
| 2 | 2            | "Episódio 2" | Mariana Youssef                | Rafael Lessa, Duda de Almeida e Filipe Valerim Serra | 18 de fevereiro de 2022 |
| Ana parece feliz com sua decisão e discute os limites desse novo acordo com Artur; os irmãos são confrontados com as primeiras dificuldades de suas escolhas.                                                                                    |              |              |                                |                                                      |                         |
| 3 | 3            | "Episódio 3" | Gustavo Bonafé                 | Rafael Lessa, Duda de Almeida e Filipe Valerim Serra | 18 de fevereiro de 2022 |
| Depois dos desafios iniciais, as coisas parecem se encaminhar para os irmãos; a relação Ana e Artur finalmente parece estar de vento em popa; Beto consegue a permissão de Luís para trazer Hétero Curioso para o seu local.                     |              |              |                                |                                                      |                         |
| 4 | 4            | "Episódio 4" | Gustavo Bonafé                 | Filipe Valerim Serra                                 | 18 de fevereiro de 2022 |
| Há muitas coisas em risco para os irmãos e suas escolhas parecem levá-los ao limite. A realidade frustra suas expectativas e, quando finalmente caem na real, é preciso saber lidar com o que sobrou das ilusões.                                |              |              |                                |                                                      |                         |
| 5 | 5            | "Episódio 5" | Mariana Youssef                | Natala Sellani, Rafael Lessa e Filipe Valerim Serra  | 18 de fevereiro de 2022 |
| Os irmãos precisam olhar para seus erros e tomar coragem para fazer o que acham que é certo. Ao mesmo tempo que encontros familiares os levam a perceber, finalmente, o que é esse "certo" a se fazer.                                           |              |              |                                |                                                      |                         |
| 6 | 6            | "Episódio 6" | Gustavo Bonafé                 | Rafael Lessa e Filipe Valerim Serra                  | 18 de fevereiro de 2022 |
| Lidando com sentimentos novos e desafiadores, os irmãos finalmente trabalham em conjunto ao enfrentarem seus pais mais uma vez; tentando fazer o certo e salvar seu relacionamento, Ana se submete ao interrogatório de Artur e trai a si mesma. |              |              |                                |                                                      |                         |

## Produção

### Desenvolvimento
Em dezembro de 2019 a produção da série foi anunciada pela Amazon como uma comédia dramática. Em 20 de maio de 2021, a Amazon Prime Video anunciou o início das gravações da primeira temporada da série. As filmagens ocorreram em Montevidéu, no Uruguai, assim como outras produções da empresa devido a taxa de contaminação de COVID-19 estarem controladas no país à época. Mesmo sendo gravada na capital uruguaia, a trama se passa em São Paulo. A série é produzida pela LB Entertainment e foi concebida por Felipe Braga e Rita Moraes, a qual também assina a produção. A direção dos episódios foi dividida entre Mariana Youssef, Gustavo Bonafé e Felipe Braga. O roteiro foi escrito em parceria entre Duda de Almeida, Filipe Valerim Serra e Natália Sellani, tendo Rafael Lessa na chefia do roteiro e co-produtora executiva.
A série contou com o auxílio de uma coordenadora de intimidade para as gravações de cenas de sexo. A profissão, que tem ganhado mais força em produções norte-americanas, foi citada pela primeira vez no Brasil na série Lov3. O cargo foi ocupado por Maria Silvia Siqueira Campos, também preparadora de elenco.

### Escolha do elenco
No dia do anúncio da série, o elenco também foi anunciado, sendo ele composto pelos atores Bella Camero, João Vithor Oliveira, Elen Clarice, Chris Couto, Donizeti Mazonas, Caio Horowicz, Ingrid Gaigher, Jorge Neto, Samuel de Assis e Tatsu Carvalho.

## Lançamento
Em 20 de janeiro de 2022, o Prime Video começou a divulgar o primeiro trailer oficial da série em suas redes sociais. A primeira temporada de Lov3 foi lançada inteiramente em 18 de fevereiro de 2022 pelo streaming em mais de 240 países e territórios simultaneamente, dispondo de seis episódios de 30 minutos cada.

## Repercussão

### Recepção da crítica
A série foi apontada como um produto inovador para o gênero no audiovisual brasileiro, fortalecido pela liberdade de criação promovida pelos serviços de streaming que estão ganhando cada vez mais força no país. Ana Guedes, em sua crítica ao website Entre Séries, escreveu que a série "busca explorar os altos e baixos entre os três enredos, além de fortalecer a conexão entre os irmãos" e que a trama  é "uma densa conversa sobre as próprias escolhas e como buscar aprovações ao longo da vida. A produção não tenta se eximir de diálogos que podem ser difíceis na sociedade atual".

## Prêmios e indicações
| Ano  | Associações            | Categoria                                   | Nomeações | Resultado |
| ---- | ---------------------- | ------------------------------------------- | --- | --------- |
| 2022 | Prêmio ABRA de Roteiro | Melhor Roteiro de Série de Ficção – Comédia | Felipe Braga e Rita Moraes; Rafael Lessa, Duda de Almeida, Filipe Valerim Serra , Natália Sellani, Elton de Almeida | Venceu    |